# ミッドナイト寄席
『ミッドナイト寄席』（ミッドナイトよせ）は、2016年10月からBS12トゥエルビで放送された演芸番組である。2016年10月から2017年3月までは火曜日の深夜２時に放送されていたが、2017年4月からは、日曜日の夜8時に移動し『ミッドナイト寄席ゴールデン』として再スタート。2017年10月にはインターネット配信限定版「ミッドナイトよせ太郎」がオープンした。

## 概要
落語・講談・漫談・浪曲などの若手（東京落語界の階級「二ツ目」相当）が、1回の放送につき3名出演し、それぞれ１席ずつの高座の後に全員のトークコーナーが設けられている。例外として、2017年8月13日に放送された「神田松之丞ひとり怪談スペシャル」では、講談師の神田松之丞が２席を演じ、口上も全て一人で行う独演会形式であった。2017年10月27日には東京シティ競馬で公開収録した番外編「ミッドナイト寄席トゥインクル」が放送された。
2025年現在、一部の高座はamazon prime・U-nextなどで配信、視聴可能である。

## ミッドナイト寄席ゴールデン放送リスト
| #   | 初回           | 演者         | 演目                              |
| --- | -------------- | ------------ | --------------------------------- |
| #1  | 2017年4月9日   | 三遊亭歌太郎 | 片棒                              |
| #1  | 2017年4月9日   | 林家あずみ   | 三味線漫談                        |
| #1  | 2017年4月9日   | 柳家花ん謝   | 権助提灯                          |
| #2  | 2017年4月16日  | 桂宮治       | 皿屋敷                            |
| #2  | 2017年4月16日  | 宝井琴柑     | 横浜のヘボン博士                  |
| #2  | 2017年4月16日  | 入船亭小辰   | 普段の袴                          |
| #3  | 2017年5月7日   | 春風亭昇也   | 庭蟹                              |
| #3  | 2017年5月7日   | 柳亭小痴楽   | 湯屋番                            |
| #3  | 2017年5月7日   | 桂伸三       | 続・寿限無                        |
| #4  | 2017年5月14日  | 柳亭市弥     | 牛ほめ                            |
| #4  | 2017年5月14日  | 鈴々舎八ゑ馬 | 時うどん                          |
| #4  | 2017年5月14日  | 柳家さん若   | 棒鱈                              |
| #5  | 2017年6月11日  | 林家つる子   | スライダー課長                    |
| #5  | 2017年6月11日  | 一龍齋貞鏡   | 山内一豊                          |
| #5  | 2017年6月11日  | 桂竹千代     | 五重の答                          |
| #6  | 2017年6月18日  | 林家木りん   | 金明竹                            |
| #6  | 2017年6月18日  | 鏡味味千代   | 太神楽                            |
| #6  | 2017年6月18日  | 三遊亭わん丈 | プロポーズ                        |
| #7  | 2017年7月9日   | 柳家小かじ   | 馬大家                            |
| #7  | 2017年7月9日   | 立川こはる   | 六尺棒                            |
| #7  | 2017年7月9日   | 柳亭こみち   | 熊の皮                            |
| #8  | 2017年7月16日  | 瀧川鯉津     | 真田小僧                          |
| #8  | 2017年7月16日  | 玉川太福     | 地べたの二人～おかず交換          |
| #8  | 2017年7月16日  | 三遊亭粋歌   | すぶや                            |
| #9  | 2017年8月13日  | 神田松之丞   | 真景累ヶ淵 宗悦殺し               |
| #9  | 2017年8月13日  | 神田松之丞   | 鍋島の猫騒動                      |
| #10 | 2017年8月28日  | 瀧川鯉斗     | 転失気                            |
| #10 | 2017年8月28日  | 桂三木男     | 時そば                            |
| #10 | 2017年8月28日  | 笑福亭べ瓶   | 読書の時間 作：桂三枝             |
| #11 | 2017年9月4日   | 桂優々       | 動物園                            |
| #11 | 2017年9月4日   | 林家愛染     | ふぐ鍋                            |
| #11 | 2017年9月4日   | 桂三四郎     | YとN                              |
| #12 | 2017年9月17日  | 林家なな子   | 紀州                              |
| #12 | 2017年9月17日  | 三遊亭めぐろ | ニワトリ                          |
| #12 | 2017年9月17日  | 柳家喬の字   | 紙入れ                            |
| #13 | 2017年10月8日  | 古今亭今いち | 雨乞い村                          |
| #13 | 2017年10月8日  | 春風亭昇吾   | 犬の目                            |
| #13 | 2017年10月8日  | 桂鷹治       | 初天神                            |
| #14 | 2017年10月15日 | 立川吉幸     | 目黒の秋刀魚                      |
| #14 | 2017年10月15日 | 三遊亭らっ好 | ぞろぞろ                          |
| #14 | 2017年10月15日 | 桂翔丸       | 忍び指南                          |
| #15 | 2017年11月12日 | 三遊亭小笑   | 町内の若い衆                      |
| #15 | 2017年11月12日 | 入船亭遊京   | 堀之内                            |
| #15 | 2017年11月12日 | 東家一太郎   | 阿漕ヶ浦                          |
| #16 | 2017年11月19日 | 春風亭昇羊   | 夏祭りの想い出                    |
| #16 | 2017年11月19日 | 笑福亭竹三   | 手紙無筆                          |
| #16 | 2017年11月19日 | 国本はる乃   | 紺屋高尾                          |
| #17 | 2017年12月10日 | 三遊亭兼太郎 | 看板の一                          |
| #17 | 2017年12月10日 | 笑福亭希光   | 時うどん                          |
| #17 | 2017年12月10日 | らく兵       | 親子酒                            |
| #18 | 2017年12月17日 | 立川がじら   | ロックンロール イズ ノット デッド |
| #18 | 2017年12月17日 | 春風亭柳若   | 猫の皿                            |
| #18 | 2017年12月17日 | 玉川太福     | 地べたの二人～道案内              |

## ミッドナイト寄席放送リスト
| #   | 初回                                   | 演者         | 演目                             |
| --- | -------------------------------------- | ------------ | -------------------------------- |
| #1  | 2016年10月5日 2:00〜3:00 （4日深夜）   | 桂宮治       | 「壺算」                         |
| #1  | 2016年10月5日 2:00〜3:00 （4日深夜）   | 神田松之丞   | 寛永宮本武蔵伝より「山田真龍軒」 |
| #1  | 2016年10月5日 2:00〜3:00 （4日深夜）   | 立川こはる   | 「目黒の秋刀魚」                 |
| #2  | 2016年10月12日 2:00〜3:00 （11日深夜） | 春風亭昇羊   | 「おみっちゃんと僕」             |
| #2  | 2016年10月12日 2:00〜3:00 （11日深夜） | 三遊亭わん丈 | 「寄合酒」                       |
| #2  | 2016年10月12日 2:00〜3:00 （11日深夜） | 三遊亭天歌   | 「言うな！」                     |
| #3  | 2016年11月9日 2:00〜3:00 （8日深夜）   | 立川吉笑     | 「一人相撲」                     |
| #3  | 2016年11月9日 2:00〜3:00 （8日深夜）   | 瀧川鯉八     | 「おちよさん」                   |
| #3  | 2016年11月9日 2:00〜3:00 （8日深夜）   | 柳家ろべえ   | 「チハヤフル」                   |
| #4  | 2016年11月16日 2:00〜3:00 （15日深夜） | 春風亭昇々   | 「鈴ヶ森」                       |
| #4  | 2016年11月16日 2:00〜3:00 （15日深夜） | 立川談吉     | 「ピッケル」                     |
| #4  | 2016年11月16日 2:00〜3:00 （15日深夜） | 笑福亭べ瓶   | 「いらち俥」                     |
| #5  | 2016年12月7日 2:00〜3:00 （6日深夜）   | 春風亭昇也   | 「長命」                         |
| #5  | 2016年12月7日 2:00〜3:00 （6日深夜）   | 立川らく人   | 「蜘蛛駕籠」                     |
| #5  | 2016年12月7日 2:00〜3:00 （6日深夜）   | 柳亭市楽     | 「浮世床」                       |
| #6  | 2016年12月14日 2:00〜3:00 （13日深夜） | 立川笑二     | 「道具や」                       |
| #6  | 2016年12月14日 2:00〜3:00 （13日深夜） | 林家あずみ   | 三味線漫談                       |
| #6  | 2016年12月14日 2:00〜3:00 （13日深夜） | 柳家ほたる   | 「たいこ腹」                     |
| #7  | 2017年1月4日 2:00〜3:00 （3日深夜）    | 雷門音助     | 「のめる」                       |
| #7  | 2017年1月4日 2:00〜3:00 （3日深夜）    | 三遊亭とむ   | 「都々逸親子」                   |
| #7  | 2017年1月4日 2:00〜3:00 （3日深夜）    | 林家たこ平   | 「狸札」                         |
| #8  | 2017年1月11日 2:00〜3:00 （10日深夜）  | 林家はな平   | 「松竹梅」                       |
| #8  | 2017年1月11日 2:00〜3:00 （10日深夜）  | 林家花       | 紙切り                           |
| #8  | 2017年1月11日 2:00〜3:00 （10日深夜）  | 柳家さん光   | 「ん廻し」                       |
| #9  | 2017年2月8日 2:00〜3:00 （7日深夜）    | 春風亭正太郎 | 「権助魚」                       |
| #9  | 2017年2月8日 2:00〜3:00 （7日深夜）    | 柳亭小痴楽   | 「一目上り」                     |
| #9  | 2017年2月8日 2:00〜3:00 （7日深夜）    | 桂三木助     | 「雛鍔」                         |
| #10 | 2017年2月15日 2:00〜3:00 （14日深夜）  | 柳家やなぎ   | 「子知る」                       |
| #10 | 2017年2月15日 2:00〜3:00 （14日深夜）  | 金原亭馬久   | 「近日息子」                     |
| #10 | 2017年2月15日 2:00〜3:00 （14日深夜）  | 柳亭こみち   | 「悋気の独楽」                   |
| #11 | 2017年3月8日 2:00〜3:00 （7日深夜）    | 春風亭一蔵   | 「猫と金魚」                     |
| #11 | 2017年3月8日 2:00〜3:00 （7日深夜）    | 笑福亭羽光   | 「私小説落語〜青春編2〜」        |
| #11 | 2017年3月8日 2:00〜3:00 （7日深夜）    | 初音家左吉   | 「不精床」                       |
| #12 | 2017年3月15日 2:00〜3:00 （14日深夜）  | 昔昔亭A太郎  | 「面会」                         |
| #12 | 2017年3月15日 2:00〜3:00 （14日深夜）  | 一龍斎貞弥   | 「仙台の鬼夫婦」                 |
| #12 | 2017年3月15日 2:00〜3:00 （14日深夜）  | 三遊亭楽大   | 「間抜け泥」                     |

## 主なスタッフ
ナレーター：トビー上原(ミッドナイト寄席ゴールデン)、武田広（ミッドナイト寄席）
　企画：井上 晴之介
　コーディネート：齋藤かりん
　TD：石井雅之
　カメラ：大谷祐之
　録音：金澤正和／北爪翔吾
　MA：木村俊之　編集：石本竹志
　題字：俊恵／橘右橘
　ディレクター：井上海明／中島泰志
　AP：小室良祐／長谷川友紀／青木喬之
　プロデューサー：井上晴之介／髙橋俊之
　制作著作：BS12トゥエルビ／TBSサービス

## テーマ曲

### ミッドナイト寄席ゴールデン時代(2017年4月以降)
George's Boogie／Smile（川口雷二 THE NEW BIG4＋1）

### ミッドナイト寄席時代(2016年10月～2017年3月)
ナイトクルージング（クラムボン）

## その他の放送
2016年12月24日15:30〜16:30に「アンコール公演」として#1が再放送された。#6の出演者による「メリークリスマス」メッセージがCM時間の前後に挿入された。
2017年1月1日16:00〜18:00に「二時間スペシャル」として#1と#3とを合わせて再放送された。#6の出演者による新年の挨拶がCM時間の前後に挿入された。

## ミッドナイトよせ太郎
インターネット配信サイトとして2017年10月にスタート。公式サイトとニコニコ生放送で配信している。出演者は番組出演者とほぼ同じだがネタが異なる。